# Marijan Matković
Marijan Matković (Károlyváros, 1915. szeptember 21. – Zágráb, 1985. január 31.) horvát író volt.

## Élete és pályafutása
A zágrábi klasszikus gimnáziumba járt, amelyet 1935-ben végzett el. Ezt követően Bécsben és Párizsban művészettörténetet és irodalmat tanult, majd a Zágrábi Egyetem Jogi Karán szerzett diplomát. 1945-től a Radio Zagrebnél dolgozott, a Nakladni Zavod Hrvatske kiadó titkára, és a zágrábi Horvát Nemzeti Színház intendánsa volt. 1961-ben a Horvát Tudományos és Művészeti Akadémia (HAZU) „Forum Razreda za knjistvost” magazinjának egyik alapítója volt. Később a Forumot szerkesztette is, majd 1974-től haláláig a Jugoszláv Akadémia Irodalmi és Színháztudományi Intézetét vezette.

## Irodalmi tevékenysége
Első megjelent munkája az „Iz mraka u svjetlo” (Sötétségtől a fényig) című verses gyűjtemény volt. Drámai családi ciklusa „Igra oko smrti” (Játék a halállal) egyfajta körképet ad a háború előtti és háborús társadalmi-politikai zűrzavarról. Kiemelkedik „Slučaj maturanta Wagnera” (Az érettségiző esete Wagnerrel) című drámája, amely az apa-gyerek kapcsolatról, az akkori iskolarendszerről, állampolgári erkölcsről és hasonlókról szól. Érdemes felidézni ugyanebből a ciklusból a háborús témákkal foglalkozó „Krizantema” (Krizantém) című drámát is, amelynek cselekménye 1941-ben játszódik.
Egy másik fontos drámaciklusa az „I bogovi pate” (Az istenek is szenvednek, három része a Héraklész, a Prométheusz, és az Akhilleusz öröksége), amely középpontjában az ókori mítoszok újraértelmezése áll. Különösen érdekes a Héraklész című dráma, amelyben a mitikus Héraklészről igyekszik eltávolítani az odaadás auráját – a drámában kőszoborként ábrázolt mitikus Héraklész szemben áll a drámában szereplő történelmi Héraklészszel, melyet idős és reumás öregemberként ábrázol. A történelmi Héraklész ki akar menekülni a mitikus keretek közül, amelyek dehumanizálják, és mindenben megakadályozzák. A győzelmet azonban a mitikus Héraklész nyeri el, aki halhatatlan (mítoszok), míg a történelmi Héraklész (a reumás öreg, valóság) a máglyán hal meg. A lényeg az, hogy a történelmi Héraklész nem tudja legyőzni a mítoszt, mert sorsa már mitikusan meghatározott.
A „Ikari bez krila” (Szárnyatlan Ikarusz) című ciklusban érdemes megemlíteni a „Vašar snova” című drámát, amely tematikusan az akkori civil társadalmat dolgozza fel új körülmények között, és bemutatja, hogy a régiben gyökerezők hogyan igyekeznek eligazodni az új világban. Az eredmény természetesen negatív. Nem kevesebb figyelmet érdemel az „On deck” című dráma, amely szintén a fent említett ciklusból származik. Ez egy Beckett-típusú dráma, melynek cselekménye egy olyan hajón játszódik, amelynek holléte ismeretlen, akár vitorlázik, akár áll, szárazföld közelében vagy a nyílt tengeren. Beckett hatása abban nyilvánul meg, hogy a szereplőket groteszk módon ábrázolják, értelmetlenül és passzívan várnak. Az, hogy a korlátozott térben (a hajón), nincsenek események, a szereplők beszédében is megmutatkozik, ami üres frázisok ismétlésére és az értelmes struktúrákat nélkülöző párbeszédekre redukálódik. A színdarabok mellett feuilletonokat, esszéket és kritikákat, útleírásokat és művészeti monográfiákat is írt, valamint horvát írók számos kiadását szerkesztette. A Ča nyelvjárású Nemzetgyűlés elnöki tisztét töltötte be.

## Főbb művei
- Slučaj maturanta Wagnera
- Rub zbilje
- Na kraju puta
- Heraklo
- Bezimena

## Fordítás
Ez a szócikk részben vagy egészben  a   Marijan Matković című horvát Wikipédia-szócikk ezen változatának fordításán alapul.  Az eredeti cikk szerkesztőit annak laptörténete sorolja fel. Ez a jelzés csupán a megfogalmazás eredetét és a szerzői jogokat jelzi, nem szolgál a cikkben szereplő információk forrásmegjelöléseként.